# Klasea radiata
Klasea radiata là một loài thực vật có hoa trong họ Cúc. Loài này được (Waldst. & Kit.) Á.Löve & D.Löve mô tả khoa học đầu tiên năm 1961.